# Тойси-Паразуси
То́йси-Пара́зуси (чув. Туҫа) — деревня в Ибресинском районе Чувашской Республики Российской Федерации. Расположена по обе стороны малой реки Хирпось, в 2,1 км от Разъезда 265 км Горьковской железной дороги. Основана во второй половине XVI века.
Деревня относится к Климовскому сельскому поселению, административным центром которого является село Климово.
В деревне 10 улиц. По состоянию на 2002 год количество дворов в деревне — 259; население — 644 (2016).

## Название
Исторические и бывшие варианты написания названия деревни — Тойси-Паразусь, Тоизя Паразусь, Тоиси Паразусь, Тойси Паразусь, Тойзи; Тоизя Паразусь (Тоиси Паразусь) в вершинах речки Хирбози, при речке Хоме, Паразусь.
Существуют несколько версий происхождения названия деревни.
По одной из них, русское название деревни происходит от имени первого жителя деревни, которого звали Парас, переселившегося сюда из деревни Туҫа (букв. русск. — Нагорная). Согласно преданию, деревню стали называть Парас уҫҫи. По версии, описанной директором Тойси-Паразусинской школы С. Н. Максимовым, Парас «приехал в эти места в поисках лучшей жизни. Облюбовал поляну, вырубил деревья, выкорчевал пни и построил дом. На этой поляне Парас обзавелся хозяйством». Деревню, построенную на этой поляне, стали называть Парас уҫнӑ уҫланкӑ или Парас уҫҫи.
По другой версии, первая часть названия деревни Тойси-Паразуси связана с рельефом местности и происходит от чувашского сочетания ту ҫи (русск. — нагорная деревня). Эту версию приводит также исследователь чувашских топонимов И. С. Дубанов.
Ещё одну распространённую легенду излагает С. Н. Максимов: «Облюбовали нынешнюю территорию деревни переселенцы, обустроились, обзавелись хозяйством, занялись промыслом. <…> А один предприимчивый решил использовать дорогу, которая проходила мимо деревни. По этой дороге проезжали купцы-торговцы. Он поставил будку, установил шлагбаум и начал взимать пошлину за дорогу и проезд через мост, который он построил своими силами. Нанял себе помощника. Однажды подъехал купец, заплатил пошлину и подъехал к шлагбауму. Помощник спросил у хозяина: „Хуҫа, парас-и уҫҫи?“. А купец чувашский язык не понимал, ему послышалось „Тойси-Паразуси“». Исследователь Дубанов пишет, что «происхождение русского названия Паразуси местные старожилы объясняют от чув. парас „дать“; уҫҫи „ключ“».
Российские учёные-географы В. Л. Каганский и Б. Б. Родоман о названии Тойси-Паразуси пишут как об «экзотическом, <…> весьма нерусском названии».

## Физико-географическая характеристика

### Географическое положение
Территория деревни расположена в пределах Чувашского плато, являющегося частью Приволжской возвышенности.
Северная граница деревни начинается с северо-западного угла приусадебного участка д. 32 ул. Лесная и проходит в восточном направлении по южной границе лесных насаждений колхоза «Красный фронтовик» до пруда и по середине прудов по ручью вниз по течению до середины плотины ул. Комсомольская, затем поворачивает и идёт в северо-восточном направлении, пересекая овраг, до северо-западного угла приусадебного участка д. 1а ул. Октябрьская, проходя по северной стороне приусадебных земель ул. Октябрьская до северного угла приусадебного участка д. 33 ул. Октябрьская, далее идёт, в восточном направлении, пересекая овраг, до северо-западного угла приусадебного участка д. 35 ул. Октябрьская, проходя по северной стороне приусадебных земель ул. Октябрьская и ул. Энгельса до пересечения с ул. Энгельса, далее идёт по ул. Энгельса в северном направлении до пересечения с грунтовой дорогой и поворачивает на юго-восток и идёт по середине грунтовой дороги до пересечения с ул. Пушкина.
Восточная граница проходит в юго-восточном направлении по середине грунтовой дороги до земель сельскохозяйственного назначения, затем идет на юг, огибая территорию птицефермы агрофирмы «Климовская» с западной стороны, идет по границе фермы в восточном направлении до середины ручья, далее по середине ручья в южном направлении проходит до пересечения с автодорогой Ибреси — Канаш (Ибресинское шоссе).
Южная граница проходит в юго-западном направлении от середины ручья по середине автодороги Ибреси — Канаш до пересечения с автодорогой «Аниш» — Тойси-Паразуси, далее граница поворачивает на северо-запад, проходя по середине автодороги «Аниш» — Тойси-Паразуси до земель школы, где огибает школьные земли с юго-западной стороны, проходя до южной стороны приусадебных земель ул. Ленина и поворачивает на запад, проходя по южной стороне приусадебных земель до северо-восточного угла приусадебного участка д. № 1 ул. Комсомольская, затем граница поворачивает на юг и идёт в южном направлении проходя по восточной стороне приусадебных земель граждан ул. Комсомольская до дна оврага середины ручья, далее граница поворачивает на северо-запад, проходя по середине ручья вверх по течению пересекая середину плотины и пруда далее по середине ручья до западной границы приусадебного участка д.№ 40 ул. Комсомольская, далее граница поворачивает на север, проходя по западной стороне приусадебных земель до юго-восточного угла приусадебного участка д. № 1 ул. Лесная и проходит вдоль южной стороны приусадебных земель до юго-западного угла приусадебного участка д. № 37 ул. Лесная. К югу от автодороги расположено поле, имеющее историческое название — Камаево поле.
Западная граница проходит по направлению на север вдоль западной стороны приусадебных земель до северо-западного угла приусадебного участка д. 32 ул. Лесная. На территории деревни имеются маленькие речушки и пруды. Рядом лес. Недалеко от деревни сооружена большая плотина — озеро Рассвет, которая растянулась на два километра.
Расстояние до Чебоксар 113 км, до райцентра — Ибреси — 12 км, до железнодорожной станции Ибреси — 12 км.
Деревня, как и вся Чувашская Республика, живёт по Московскому времени.

### Климат

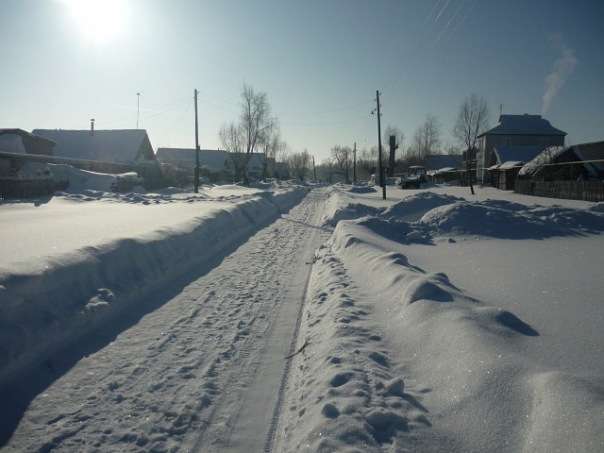
Улица в Тойси-Паразуси зимой (2011)

Деревня расположена в зоне умеренно континентального климата с продолжительной холодной зимой и тёплым, иногда жарким, летом. Число часов солнечного сияния за год составляет около 1937 — 46 % от возможных. Наиболее солнечным является период с апреля по август. За год в среднем бывает 95 дней без солнца.
Среднегодовая температура воздуха равна +2,9 °C. Амплитуда колебаний температуры воздуха довольно велика. Самый холодный месяц — январь, среднемесячная температура — −12,3 °C. Самый жаркий — июль, среднемесячная температура — +18,7 °C. Господствующие среднегодовые ветра — юго-западные. В холодную половину года увеличивается повторяемость южных ветров, а в тёплую половину года — северных. Абсолютный минимум температуры — −42 °C. Абсолютный максимум температуры — +37 °C. Период активной вегетации растений, когда среднесуточная температура выше +10 °C длится с начала мая до середины сентября, продолжается 133 дня. Безморозный период длится 148 дней. Первый заморозок в среднем — 2 октября, последний — 6 мая.
За год среднее количество осадков составляет 530 мм. Осадки тёплого периода составляют приблизительно 70 %. Летние осадки носят ливневый характер и сопровождаются грозами, максимум осадков приходится на июль месяц — 70 мм. Устойчивый снежный покров образуется в середине ноября и лежит в течение 5 месяцев. Высота снежного покрова за зиму достигает 43 см. Среднегодовое значение относительной влажности воздуха равно 75 %. Май и июнь — самые сухие месяцы. Среднемесячное значение относительной влажности не превышает 64 %, а в холодный период с октября по март — 88 %. Из неблагоприятных явлений погоды следует отметить туманы и метели, число дней которых в году составляет соответственно 24—44 и 54. К одному из опасных метеорологических явлений также относятся засухи. Засухи сопровождаются суховеями, которые бывают практически ежегодно — слабые, средние 8—9 раз в 10 лет, суховеи интенсивные 3—4 раза в 10 лет.

### Растительный и животный мир
Территория деревни относится к лесной и лесостепной зоне. Здесь встречаются около 70 видов деревьев и кустарников. В водоёмах водятся ондатры, выдры и бобры. Среди представителей фауны прудов и речки — также лягушка, водомерка и другие.
Из лесной фауны: ёж, крот, бурундук и другие виды. Объектами охоты являются белка, заяц, лесная куница, лиса, лось, кабан, лесной хорёк. Ранее в лесу обитали соболь, медведь, рысь, олень европейский, косуля, волк. Полевой животный мир представлен такими видами как: тушканчик, суслик, хомяк, полевая мышь и др. Много видов птиц, в их числе: сова, ястреб, клёст, снегирь, ласточка, воробей, жаворонок, стриж, дятел, кукушка, тетерев, рябчик, глухарь, дрозд, поползень, синица, горихвостка, рябчик, куропатка, коростель, сокол, а также другие. Среди представителей фауны деревни и его окрестностей также: летучая мышь, ящерица, жаба, гадюка, уж, медянка, а также множество видов насекомых. Насекомые, в частности, представлены муравьями (в лесу — рыжий лесной муравей), медведками, божьими коровками, стрекозой, мягкотелками, клопами-солдатиками и др. Бабочка павлиний глаз — типичный представитель чешуекрылых деревни.
Растительность представлена лесом, кустарниковыми зарослями по пойме реки, лугами, культурной растительностью полей и участками естественной степной растительности. В травостое преобладает разнотравье. В составе флоры имеется большое количество полезных растений. Обширная территория выделена под сенокос.
Из лесной флоры преобладают мягколиственные породы деревьев: берёза, осина, ольха, липа, тополь, ива. Распространены также: вяз, дуб, клён. Из хвойных пород сосна, ель, лиственница. По возрасту преобладают молодняки и средневозрастные насаждения. В лесу и по окрестностям деревни также распространены: лещина, дикие груши и яблони, черёмуха, рябина, сирень и множество других видов. Лесные насаждения богаты растениями, обладающие фитоницидными и лекарственными свойствами. Травянистые лекарственные растения представлены такими видами, как: багульник, ландыш, валериана, можжевельник, одуванчик, крапива, полынь, подорожник, пастушья сумка, лопух и др. Всего более 30 видов лекарственных растений. Также распространены такие виды, как: папоротник, борец высокий, чебрец, тимофеевка, тонконог, костёр, смолёвка, горицвет, жимолость, боярышник, мята, кислица, шиповник, крушина. Медоносы: липа, кипрей, медуница, клевер белый и др. Из гуттоносов — бересклет бородавчатый. В травостое также — ветреница, хохлатка, первоцвет, сныть, звездчатка, копытень и др. Улицы деревни засажены деревьями: ива, берёза, липа, ель.
В лесу и на лугах произрастают съедобные ягоды: малина, брусника, земляника, клюква, костяника, рябина, смородина, черника, калина, морошка, а также съедобные растения — тмин, щавель конский. В лесу много грибов: грузди, опята, лисички, сморчки, подберёзовики, маслята, белый гриб, а также мухоморы, бледная поганка, множество других.
В одной из публикаций отмечено: «деревня Тойси-Паразуси расположена в удивительно красивой местности: она окружена широкими заливными лугами, совсем рядом — лес, чистые пруды».

## История

### Местность до основания деревни
Миллионы лет назад территория находилась под морскими (океаническими) водами, о чём, в частности, свидетельствуют обнаруженные в речке Шурлахвар окаменелости вымерших моллюсков — аммоноидеи и белемнитов.
О древних обитателях окрестностей местности свидетельствует обнаруженный около деревни археологический памятник бронзового века (II — начало I тысячелетия до н. э.) — курган.
С X века местность находится на территории первого государственного образования Среднего Поволжья — Волжская Булгария, которая в 30-х гг. XIII века была завоёвана монголо-татарами и к 1241 году включена в состав Золотой Орды. К началу XV века территория примыкала к расположенному к юго-востоку Дикому полю. В начале XV века после распада Золотой Орды местность оказалась на территории образовавшегося в 1438 году Казанского ханства, а в 1551 году со всей «чувашской стороной» отошла к Русскому царству.

### XVI век—1917

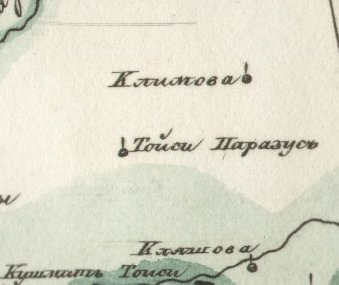
Деревня Тойси Паразусь на карте 1821—1839 годов

Тойси-Паразуси было основано в XVI веке чувашами-язычниками из Казанского уезда, которые участвовали в освоении «дикого поля». Первые поселенцы среди иных промыслов занимались сбором лубков (коры липы) и пчеловодством. Имеется также предание, согласно которому деревня основана в первой половине, по другой версии — в конце XVII века, когда на местность переселились крестьяне из села Тойси, расположенного в Цивильском уезде; в числе первых поселенцев были Паразусь и Палах.
До 1-й ревизии 1719—1721 годов жители деревни числились в составе Казанского уезда и до 1724 года были ясачными людьми. В дальнейшем (XVIII век) деревня находилась уже в составе Хормалинской волости Цивильского уезда. С 1724 по 1866 год жители деревни относились к сословию государственных крестьян. Традиционными видами деятельности жителей в этот период являлись земледелие, животноводство, кузнечное дело, бондарный промысел, производство прялок и гребней, деревянной посуды, лаптеплетение, лесозаготовка.
По состоянию на 1816 год православные жители деревни были прихожанами Хормалинской церкви (село Хормалы).
В Крымскую войну 1853—1856 годов в обороне города Севастополя принимает участие уроженец деревни Роман Фёдоров, награждённый за защиту города светло-бронзовой медалью «В память войны 1853—1856 гг.» на ленте ордена Святого Георгия.
С 1861 года населённый пункт относится к Хом-Яндобинскому сельскому обществу Хормалинской волости на границе с Симбирской губернией. В это время жизнь тойсинцев регламентировалась органами управления Хормалинской волости: волостной сход, волостной старшина с волостным правлением, волостной крестьянский суд. В 1864 году в деревне было 100 дворов.

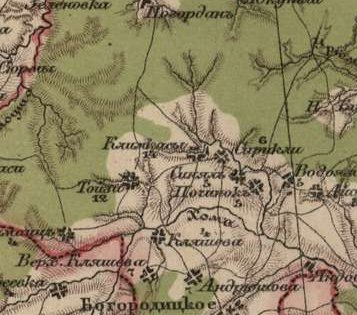
Деревня Тойзи на карте 1865—1871 годов

Деревня связана с железной дорогой, построенной в начале 1890-х годов. В июне 1890 года в Цивильский уезд была направлена экспедиция для выявления возможности прокладки железнодорожной линии в пределах Казанской губернии. 15 июня 1891 года вышло распоряжение императора Александра III, которое разрешило Акционерному обществу Московско-Казанской железной дороги приступить к строительным работам от Рязани до Казани. В рамках строительства этой дороги с осени 1891 года прокладывалась линия между станциями Сасово и Свияжск. Управление Московско-Казанской железной дороги выбрало расположенное недалеко от деревни Тойзи чувашское селение Ибреси местом, рядом с которой расположилась одноимённая станция на линии между городом Алатырь и посёлком Шихраны (с 1925 — город Канаш). Линия прошла вблизи от деревни и вступила в строй 22 декабря 1893 года.
В начале XX века в деревне имелось 4 мельницы: водяная, две мельницы крупообдирки и ветряная. Тойсипаразусинское сельское общество в это время имело около 1200 десятин пахотной, 38 десятин лесной площади. Жители занимались земледелием, животноводством, лесозаготовкой, выделывали лапти, ободья, полозья, посуду, утварь (в том числе бондарная). В 1904 году в деревне было 207 дворов.
В 1901 году тойсипаразусинское общество ходатайствовало об открытии школы, но из-за плохого урожая не было средств на постройку и содержание школы. 10 сентября 1906 года была открыта двухклассная земская школа. Из-за нехватки мест школа располагалась в нескольких пустующих домах. Во вновь открывшуюся школу были приняты 17 детей в возрасте от 8 до 17 лет. Первой учительницей стала Зайцева Раиса Ивановна, которая писала: «На двести дворов деревни было двое грамотных. Школу посещало семь человек, так как она была в семи километрах». Среди инициаторов открытия школы был крестьянин Ефрем Кольцов.
С 1903 года в соседнем селе Климово функционирует храм Сретения Господня. К образовавшемуся Климовскому приходу кроме жителей села Климово были приписаны жители деревни Тойси-Паразуси.
По состоянию на 1915 год действует Тойси-Паразусинское земское училище.

### 1917—1953

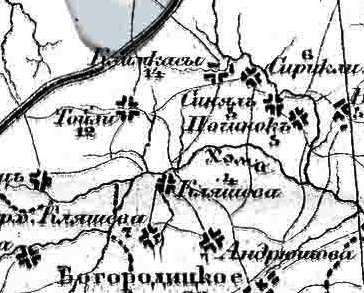
Деревня Тойзи на карте 1919 года

С 1917 года школа деревни была преобразована в Единую трудовую школу. В период Гражданской войны деревня находилась под контролем Красной Армии. В 1919 году учительница местной школы Р. И. Зайцева предложила организовать сельскохозяйственную артель.
К 1922 году деревня входила в состав Хормалинской волости. 22 июня 1922 года деревня вошла в состав Батыревского уезда. В 1922 году тойсинцы в 5 км севернее от деревни основали первое на территории будущего Ибресинского района товарищество по совместной обработке земли (ТОЗ) «Молния»; первым председателем стал тойсинец А. Ф. Симбирский. ТОЗ принадлежал к числу передовых по республике. На ферме товарищества выращивали племенных быков, молочное стадо. В дальнейшем на базе ТОЗ образуется сельскохозяйственная артель (доярки артели-колхоза в 1930-х годах были участниками Всесоюзной сельскохозяйственной выставки).
В 1925 году в деревне велась работа по ликвидации неграмотности взрослого населения. Одним из преподавателей был будущий глава Ибресинского района Тимофеев Никита Тимофеевич.
На карте 1926 года к северу от деревни имеется населённый пункт Новые Тойси.
C 1 октября 1927 года деревня в составе Тойси-Паразусинского сельского Совета Ибресинского района, куда, кроме самой деревни, входил выселок (будущий посёлок) Молния. Некоторые тойсинцы в этот период переселялись за пределы Чувашской АССР. Так, в 1929-30 годах в деревню Дойная (Пермский край) переселились тойсинцы Гаврила Данилович Данилов (1897 г. р., «прибыл в 1930 г. … купил середняцкое хозяйство»), Степан Данилович Шуркин (1904 г. р.), Даниил Семёнович Семёнов (1865 г. р.).
В 1930 году в деревне был образован колхоз «Красный металлист». В 1930-е годы было построено здание, в котором были размещены правление колхоза, сельский совет, фельдшерский пункт, почта, изба-читальня. В эти годы в деревне некоторые жители были раскулачены; дом одной из раскулаченных семей был отдан под начальную школу.
В середине 1930-х годов жители деревни, кроме занятия земледелием, работали также на транспорте (на близлежащей железной дороге). По состоянию на 1932 год председателем Тосинского сельского совета был П. Абрамов.
На карте 1936 года к северо-западу от Тойси-Паразуси имеется населённый пункт Новые Тойзи. С 1937 года в деревне работает семилетняя школа.
Некоторые уроженцы и жители деревни были подвергнуты репрессиям 1930-х годов. Так, житель деревни единоличник Ильин Ф. И. был арестован 14 марта 1930 года и содержался под стражей в Алатырском ИТЛ; особой тройкой при полномочном представительстве (ПП) ОГПУ Нижегородского края 21 мая 1930 года по ст. 58 п. 10 УК РСФСР условно приговорён к заключению «в концлагерь на срок три года» («Вел антиколхозную агитацию, распространял ложные слухи. <…> Наказание Ильину считать условным и из под стражи немедленно освободить. Имущество конфисковать с оставлением трудовой нормы»). Уроженец деревни Данилов Г. Д., проживавший в деревне Дойная Усинского района Пермской области, был арестован 30 марта 1936 года и осужден по обвинению в антисоветской агитации на 6 лет лишения свободы. Уроженец и житель деревни Архипов С. А. арестован 6 октября 1937 года и содержался под стражей в Алатырской тюрьме; спецтройкой при НКВД ЧАССР 5 декабря 1937 года по обвинению с формулировкой «Высказывал антисоветские измышления о развале колхозов и угрожал активистам села» приговорён к заключению в ИТЛ сроком на десять лет. 17 сентября 1937 года в Алатыре органами НКВД ЧАССР был приведен в исполнение приговор (смертная казнь через расстрел) в отношении жителя деревни Т. И. Лукина (род. 1885).
В период Великой Отечественной войны многие тойсинцы находилось на фронтах. В 1942 году на фронт добровольцем ушёл председатель тойсинского колхоза «Красный металлист», член ВКП(б) с 1926 года Тимофеев Никита Тимофеевич; участвовал в боях, в ноябре 1943 года погиб в бою у села Мироновка Золочевского района Харьковской области. В 1943 году в 3 км от деревни — на аэродроме Ибресинской лётной школы близ села Климово и в небе над деревней Тойси-Паразуси — без ног учился летать после ранения легендарный лётчик, старший лейтенант А. П. Маресьев, ставший Героем Советского Союза. Житель деревни Н. С. Маркиянов служил связистом на Дальнем Востоке в войне против Японии.
Во время войны некоторые тойсинцы попадали в немецкий плен. Так, попал в плен уроженец деревни К. С. Маргинов, 31 августа 1942 года был арестован правоохранительными органами СССР; военным Трибуналом Войск НКВД ЧАССР 20 апреля 1943 года был обвинён по ст. 58 п. 10 ч. 2 УК РСФСР («Находясь на фронте сдался в плен немцам и по возвращении из плена среди окружающих его лиц проводил антисоветскую агитацию»); однако был оправдан («Маргинова К. С. за недоказанностью преступления по суду считать оправданным, а потому из под стражи освободить»).
В 1951 году в 2 км от деревни был открыт разъезд 265 км Казанской железной дороги. В начале 1950-х тойсинский колхоз «Красный металлист» был присоединён к климовскому колхозу «Красный фронтовик».

### 1953—1991

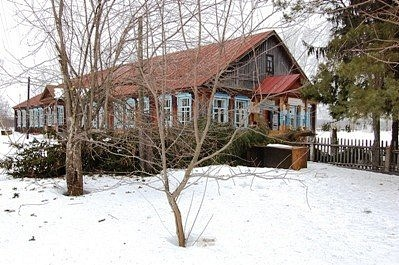
Здание тойсинской школы (построено в 1960)

14 июня 1954 года деревня передана в подчинение Климовского сельского совета. Жизнь колхозников-тойсинцев с 1957 по 1969 год связана с именем председателя колхоза «Красный фронтовик» В. М. Родионова. С 1958 года в деревне функционирует восьмилетняя школа. В 1960 году было построено новое здание школы; в это время директором школы работал В. П. Петров. С 20 декабря 1962 по 14 марта 1965 года деревня входила в состав Канашского района.
В 1964 году было построено новое здание клуба, в котором также демонстрировались кинокартины. В 1965—1967 годах в обход села была построена шоссейная дорога, ведущая из Канаша в Ибреси (ранее грунтовая дорога проходила через деревню). С 1968 года в сельском клубе открыта библиотека; до 1967 года в деревне работала Климовская передвижная библиотека.
В 1967 году в деревне уже 20 домов имели свои телевизоры; кроме урожаев хлебов местная бригада колхоза «Красный фронтовик» выращивала махорку; в центре деревни кроме клуба, магазина и почтового отделения, имелся медицинский пункт. С 1968 в деревне существовала уже средняя школа.
В 1974 году вблизи деревни начато строительство Ибресинского районного межхозяйственного предприятия «Рассвет» по производству свинины на промышленной основе. Предприятие было рассчитано на производство 10 тыс. голов свиней. В 1978 году строительство было закончено, и для выращивания на предприятие из колхозов района были завезены поросята. Первым директором стал И. П. Адидатов.
До 1976 года в тойсинской школе было печное отопление, с 1976 по 1996 год школа отапливалась на твёрдом топливе. При школе действовал учебно-опытный участок.
Обычным для быта жителей деревни был выпас большого деревенского стада. Деятельность колхоза «Красный фронтовик», игравшего важную роль в жизни деревни, с декабря 1978 года по июль 1995 года связано с именем его председателя — Заслуженного работника сельского хозяйства Чувашской АССР Кузьмина Алексея Никитича.
В 1979 году колхозом «Красный фронтовик» была введена в эксплуатацию плотина на ручье деревни, а также в 1983 году — плотина южнее деревни.
В 1986 году в деревне построено новое здание библиотеки.

### После 1991
В мае 1992 года открыт детский сад. Главой Климовской сельской администрации с мая 1993 года до 21 октября 2010 года являлась Заслуженный работник культуры Чувашской Республики Ильина Ираида Васильевна. С 1996 года школа деревни стала отапливаться природным газом. С 1998 года восьмилетняя школа преобразована в основную общеобразовательную школу.
В 2000-х годах функционировало отделение Сбербанка. В 2001 году колхозом «Красный фронтовик» был построен коровник общей площадью 929,17 м². (ул. Пушкина, 12б).
В начале октября 2014 года жители деревни по своей инициативе очистили пруд, находящийся по улице Октябрьская.
В 2006 году награждена Почётной грамотой Государственного Совета Чувашской Республики школа; по состоянию на 2008 года в школе обучалось 56 детей; на один класс в среднем приходится чуть более 6 человек, а на одного работника школы — 2 ученика.
В ходе проведения мероприятий по организации волонтерского движения по обучению населения Климовского сельского поселения компьютерной грамотности (конец 2009) было выяснено, что в деревне у граждан имеется 48 компьютеров.
В 2009 году в деревне средняя школа была преобразована в начальную. В 2011 году школа объединена с детским садом «Путене»; новое учреждение приняло название «Тойсипазусинская начальная школа — детский сад».
Главой Климовского сельского поселения с 21 октября 2010 года являлся А. В. Егоров. Старостой деревни являлся В. Ф. Ильин (2009).
В 2014 году в деревне была окончательно закрыта школа.

## Экономика деревни
Типичным для окрестностей деревни этого периода является упадок сельскохозяйственной деятельности колхоза «Красный фронтовик» — часть ранее используемого колхозного поля заросло бурьяном.

### Местное хозяйство

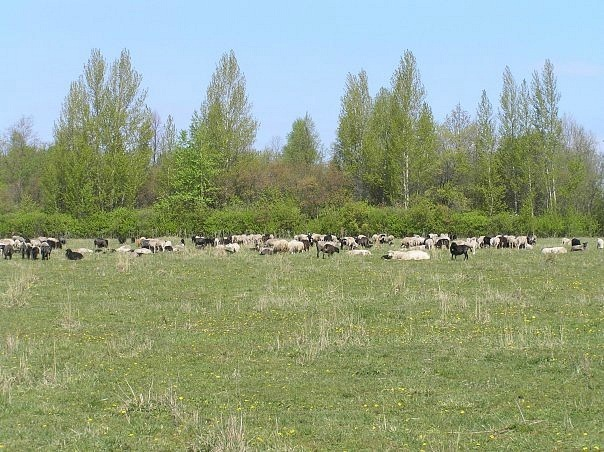
Тойсинское стадо домашнего скота на пастбище

С момента образования деревни жители занимались различными видами сельскохозяйственной деятельности. Традиционными видами деятельности также считаются хлебопечение, маслоделие, птицеводство, скотоводство, коневодство. В деревне также традиционно развивается бортничество. Популярно рыболовство. Жители имеют возможность заготовлять лекарственные растения, грибы, лесные и полевые ягоды, берёзовый сок.
В частном приусадебном хозяйстве жители в основном заняты огородничеством, представленным такими культурами, как картофель, свёкла обыкновенная, свёкла кормовая, капуста, подсолнух, морковь, земляника, топинамбур, помидоры, огурцы, хрен, лук, чеснок, укроп, тыква и другие виды. Насекомые, наносящие вред в огородничестве, главным образом представлены белянкой и колорадским жуком. Развито хмелеводство. Садоводство развивается различными сортами яблони, крыжовника, малины, смородины, сливы, винограда, тёрна и др.
Жители заняты также скотоводством (коровы, овцы, козы). К 2000-м годам поголовье скота, выращиваемого в личных подворьях, в деревне сократилось. У многих хозяев есть лошади. Также разводят свиней, пчел, кроликов. Почти в каждом дворе — домашняя птица: гуси, утки, куры. Жители работают в колхозе «Красный фронтовик», свиноводческом предприятии ОАО «Рассвет», в крестьянском фермерском хозяйстве по выращиванию гусей породы «Венгерская белая», учреждениях посёлка Ибреси. Итого в деревне на 2011 год 127 личных подсобных хозяйств и 4 крестьянских фермерских хозяйств. Выращенную продукцию хозяйства реализуют, как правило, через приезжих скупщиков.
В деревне функционирует находящийся в собственности колхоза «Красный фронтовик» коровник.
По улице Ленина, 19 действует гостевой дом. В 2007 году жители деревни посадили в окрестностях деревни 3000 саженцев хвои.
Источниками водоснабжения являются поверхностные и подземные воды. Пресная вода обеспечивается имеющимися колодцами. Подземные воды приурочены к отложениям четвертичного, юрского, мелового и пермского возраста.
В каждом дворе — постройки для содержания скота (хлев) и птицы, а также для хранения корма для скота (сено и солома), кладовые для хранения зерна (овёс, пшено и др.), дровницы; летние кухни (чуваш. — лаҫ), используемые для готовки еды в летнее время, а также для варки пива и изготовления вина.
На крупнейшем предприятии села ОАО «Рассвет»: поголовье свиней — 8114 (2010); производство мяса — 701 т (2009); собрано 1478 т зерна (2008) на собственной пашне в 1013 га. В 2013 году земледельцы ОАО «Рассвет» вырастили колосовые на 1070 га земли при средней урожайности: озимая пшеница — 19,4 ц/га, яровая пшеница — 18,4 ц/га, яровой ячмень — 18,9 ц/га; план подъёма зяби под озимые — 450 га.

### Социальное обслуживание
В деревне имеется детский сад. Проведен газопровод. Газ используется в целях отопления жилых домов. Кроме того в большинстве домов дополнительно имеются печи, в каждом дворе — баня. Бытовой мусор вывозится силами МУП «Водоканал Ибресинского района».
Предприятия торговли представлены магазинами потребительской кооперации и индивидуальных предпринимателей. В деревне работает дом культуры, библиотека. Медицинское обслуживание жителей села обеспечивают деревенский фельдшерско-акушерский пункт (ФАП) и Ибресинская центральная районная больница. Жители деревни имеют возможность проводить спортивные мероприятия на спортивной площадке.
Пожарная безопасность также поддерживается жителями деревни, входящими в состав дружины добровольной пожарной охраны Климовского сельского поселения. В целях пожарной безопасности в мае 2013 года был очищен пруд, находящийся между улицами Курортная и Лесная.
Электроснабжение осуществляется от системы предприятия «Чувашэнерго» через опорные подстанции «Рассвет» и «Ибреси».
В 2008 году деревня Тойси-Паразуси названа лучшим населённым пунктом Ибресинского района. В деревне введен местный «налог по вывозу мусора», от которого, как и от иных местных налогов, с февраля 2013 года в соответствии с решением собрания депутатов Климовского сельского поселения освобождены участники боевых действий.

### Связь и СМИ
Деревня телефонизирована. Доступна сотовая связь, обеспечиваемая операторами «Билайн», «МегаФон» и «МТС». Установленные в домах радиоточки принимают передачи радиостанций «Радио России» и «Радио Чувашии». Доступны телевизионные передачи телеканалов: «Первый канал», «Россия», «Культура», НТВ, ТВ Центр и других. Население также использует эфирное телевидение, позволяющее принимать национальный телеканал компании ГТРК «Чувашия» на чувашском и русском языках. В деревне работает отделение почтовой связи ФГУП «Почта России», обслуживающее жителей населённых пунктов Климовского сельского поселения. За счёт частных инвестиций в деревне существует Интернет и спутниковое телевидение.
Основным источником информации о жизни района для жителей деревни является районная газета «Ҫентерӱшӗн!» («За Победу!») и Интернет-портал Климовского сельского поселения.

### Транспорт и дороги

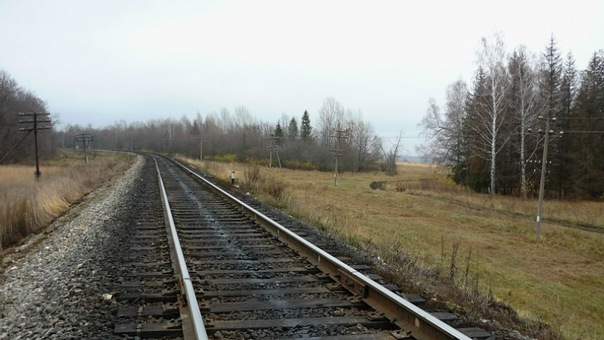
Перегон близ деревни между разъездами 275 км и 265 км Горьковской железной дороги

Сообщение с республиканским и районным центрами — автобусное, обеспечиваемое предприятиями автотранспорта городов Чебоксары, Канаш, а также посёлка Ибреси. Ближайшая железнодорожная станция, связывающая население с крупнейшими городами России, расположена в городе Канаш.
По южному краю деревни проходит республиканская шоссейная дорога, связывающая город Канаш и посёлок Ибреси. Имеется остановочный пункт маршрутных автобусов, курсирующих маршрутом Ибреси — Канаш.
Дороги по улицам деревни грунтовые. Многие жители деревни, кроме легковых автомобилей, имеют в собственности грузовые автомобили и тракторы. Традиционно жители также пользуются гужевым транспортом, велосипедом и мотоциклами.
Между деревнями Тойси-Паразуси и Шоркасы была лесная дорога, которая сейчас заросла травой. В 2008 году была проложена асфальтированная дорога, связывающая центр деревни с автотрассой Ибреси — Канаш.
В лесу в 2 км от села находится разъезд 265 км Горьковской железной дороги РЖД с перроном — остановка пассажирских пригородных поездов, курсирующих между городами Канаш и Алатырь. В 2011 году курсировали 9 пригородных поездов в сутки (поезда № 6390—6398), делающие остановку на Разъезде 265 км, — 4 поезда в сторону Алатыря и 5 — в сторону Канаша. Со второй половины 2000-х годов курсировали рельсовые автобусы РА2.
К 2014 году был закрыт расположенный около деревни железнодорожный переезд на 270 км перегона раз. 265 км — раз. 275 км, как малодеятельный переезд, не отвечающий требованиям инструкции.

## Население
Жители деревни по национальности чуваши (98 %), русские (менее 2 %), мордва (менее 2 %), татары (менее 2 %). Православные жители деревни являются прихожанами православного Храма Покрова Пресвятой Богородицы села Климово.
Число дворов и жителей: в 1795 году — 50 дворов, 186 муж., 172 жен.; в 1858—305 муж., 296 жен.; в 1926—302 двора, 708 муж., 787 жен.; в 1939—746 муж., 863 жен.; в 1979—456 муж., 570 жен.; в 1999 году — 271 двор; в 2002—259 дворов, 350 муж., 373 жен.
| Численность жителей Тойси-Паразуси по годам |      |      |            |       |       |       |      |      |          |      |      |      |      |          |      |
| 1780—1781                                   | 1795 | 1858 | 1897       | 1926  | 1939  | 1979  | 1999 | 2002 | 2008     | 2010 | 2011 | 2013 | 2014 | 2015     | 2016 |
| 115 муж.                                    | 358  | ↗601 | ↗1077—1092 | ↗1495 | ↗1609 | ↘1026 | ↘751 | ↘723 | ↘679—693 | ↘658 | ↗695 | ↘669 | ↘642 | ↘635—640 | ↗644 |

Деревня сменила 4 кладбища, каждое из которых функционировало около ста лет. Многие жители деревни являются долгожителями. В 2006 году в деревне отмечены случаи детской безнадзорности. В 2007—2008 годах в деревне проживало всего 4, на 2009 год — 3 ветерана Великой Отечественной войны. По признанию главы муниципалитета «деревня из года в год стареет, прироста населения нет. Сейчас в деревне на 246 хозяйств приходится 693 человек. В 2007 году родилось 7 детей, умерло 14 человек». Молодёжь деревни, как правило, уезжает жить в города.
На рубеже XX и XXI веков некоторые уроженцы деревни принимали участие в миротворческих миссиях и конфликтах на территории Кавказа (Грузино-абхазский конфликт, конфликт в Дагестане и др.).

## Архитектура и достопримечательности

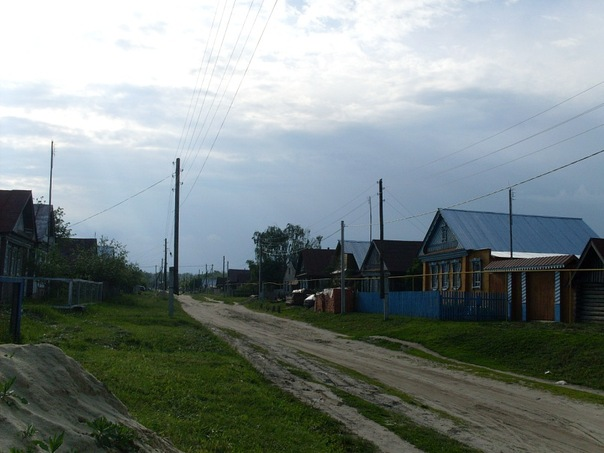
Одна из улиц деревни

Жилые дома в деревне кирпичные или деревянные, некоторые из которых были построены более полувека назад. Многие деревянные дома из бруса облицованы кирпичом.
Дворы, как правило, имеют П-образную планировку, имеют деревянные или металлические ворота. Сады примыкают к фасаду жилых домов и огорожены заборами.
Застройка плотная, компактная. В деревне 10 улиц: Комсомольская (в честь Комсомола), Кооперативная (в честь кооперативного движения в СССР), Курортная, Ленина (в честь В. И. Ленина), Лесная (по лесу, расположенному близ деревни), Октябрьская (в честь Октябрьской революции), Пушкина (в честь поэта А. С. Пушкина), Учительская (на этой улице расположено здание школы), Школьная, Энгельса (в честь теоретика коммунизма Ф. Энгельса).
На территории деревни установлен обелиск воинам, павшим в Великой Отечественной войне. В 2005 году разбиты аллея в честь 60-летия Победы в Великой Отечественной войне и «Аллея Дружбы».
К достопримечательностям деревни относится курган оврага «Угай варри», который был включен в список охраняемых государством памятников постановлением Совета министров ЧАССР в 1949 году. Курган имеет овальную форму высотой 6,5 м, шириной 5 м и диной 10 м.
На улице Ленина в 2006 году жители построили околичные ворота (укӑльча хапхи), где по идее строителей будет «резвиться детвора» и будут «встречаться влюбленные пары».

## Образование, спорт и культура

### Образование

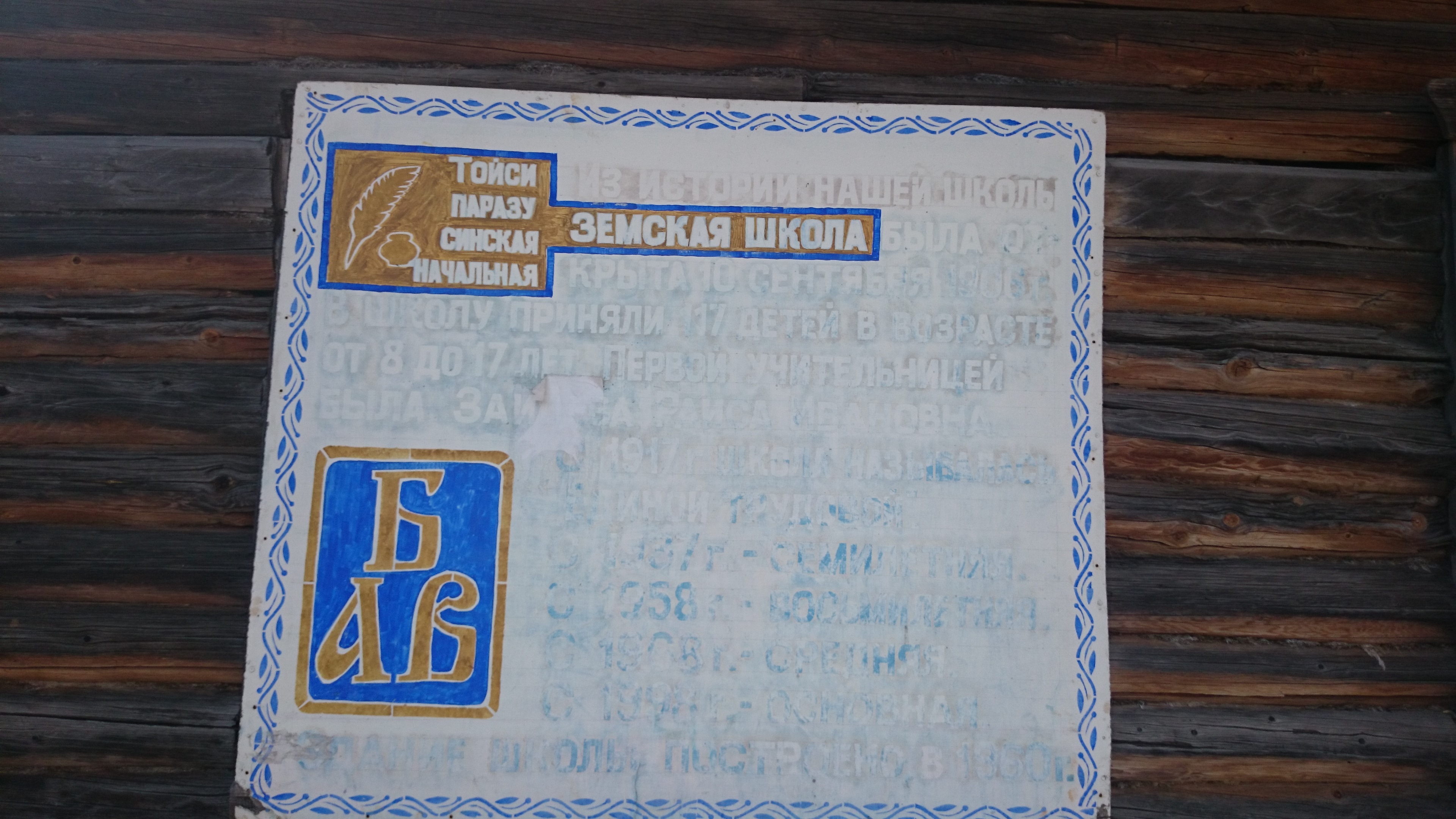
История Тойси-Паразусинской школы на плакате, 2 мая 2015

С 1968 по 2009 год в деревне существовала средняя школа. До 1992 года школьники старших классов населённых пунктов, подчинённых Климовскому сельскому совету, обучались именно в тойсинской школе. По состоянию на 2008 года в школе обучалось 56 детей; на один класс в среднем приходится чуть более 6 человек, а на одного работника школы — 2 ученика.
Начальное образование жители деревни до 2014 года получали в учреждении, объединяющем начальную школу и детский сад. С 2009 года в деревне осталась только начальная школа. В 2011 году школа объединена с детским садом «Путене»; новое учреждение приняло название «Тойсипазусинская начальная школа — детский сад». 1 сентября 2013 года школа приняла 5 первоклассников.
18 марта 2014 года начальник отдела образования администрации Ибресинского района Л. В. Григорьева предложила закрыть школу, а учащихся в дальнейшем направить в Климовскую среднюю школу.
В настоящее время дети школьного возраста посещают школы села Климово или посёлка Ибреси.

### Спорт
В деревне проводятся ежегодные легкоатлетические соревнования на призы кавалера ордена Мужества А. С. Аширова, а также соревнования по иным видам спорта; развито плавание, мини-футбол (деревенская команда «Темет»), лыжные гонки, конный спорт, настольный теннис, шашки и шахматы.
Развито движение спортивных семей. На всероссийском уровне выступает спортивная семья тойсинцев Мусьтаковых.
17 мая 2012 года на стадионе деревни впервые прошли районные соревнования по русской лапте (мини-лапте).

### Культура
В деревенском Доме культуры развиваются танцевальные коллективы. В конкурсах различного уровня выступает тойсинский Народный фольклорный ансамбль «Ахах» (русск. — Жемчужина), основанный в 1975 году учителем чувашского языка и литературы М. П. Тимофеевой (руководитель коллектива), директором Дома культуры И. В. Ильиной и художественным руководителем Дома культуры Н. В. Ильиным. Ансамбль является участником и лауреатом всероссийских и всечувашских фестивалей народного творчества и праздников фольклора, республиканских праздников «Акатуй». Коллектив выступал во многих городах России: в том числе в Дубне, Великом Новгороде, населённых пунктах республик Марий Эл, Татарстан и Удмуртия. Несколько песен из репертуара ансамбля вошли в грампластинку «Чӑваш эрешӗсем» («Чувашские узоры»), выпущенную Всесоюзной фирмой «Мелодия» в 1990 году. В репертуаре коллектива более 150 песен. В 1990 году при ансамбле «Ахах» создан детский коллектив-спутник «Пӗчӗк ҫеҫ путене» («Перепелочка»), выступающий на республиканских детских праздниках фольклора.
В доме культуры функционирует модельная библиотека с компьютерной техникой, телевизором, DVD-плеером. На май 2013 года библиотека обслуживала 570 читателей.
На IV Всероссийском фестивале семейного художественного творчества «Семья России» в городе Саратов Чувашию представлял тойсинский семейный ансамбль Ильиных.

## Знаменитые тойсинцы
- Анисимов, Геннадий Александрович (род. 1934) — учёный-педагог, доктор педагогических наук, профессор Чувашского государственного педагогического университета им. И. Я. Яковлева, действительный член Национальной академии наук и искусств Чувашской Республики; выпускник тойсинской школы;
- Аширов, Азат Сариевич (род. 1966) — ветеран правоохранительных органов России, участник вооруженных конфликтов в Чечне, Нагорном Карабахе, кавалер ордена Мужества; организатор общественной и спортивной жизни деревни;
- Зайцева, Раиса Ивановна — Заслуженный учитель школы РСФСР, кавалер ордена Ленина (1948); дочь чувашского педагога, Героя Труда И. Я. Зайцева (1860—1948); первый учитель тойсипаразусинской школы (1906—1926);
- Кириллова, Вера Ивановна (род. 1947) — учёный-биолог, кандидат биологических наук; работала учителем и заместителем директора Тойси-Паразусинской средней школы (1970—1972);
- Краснов, Алексей Дмитриевич (род. 1879) — священнослужитель; 14 ноября 1907 года главным управлением Российского общества Красного Креста за участие в деятельности общества во время Русско-японской войны (1904—1905) был награждён Медалью Красного Креста «В память русско-японской войны»; законоучитель в Тойси-Паразусинском земском училище;
- Краснов, Николай Георгиевич — чувашский поэт, главный редактор чувашского сатирического журнала «Капкӑн» (2005—2007); родился в деревне;
- Максимов, Сергей Станиславович (род. 1977) — учёный-географ, кандидат географических наук; в 2008—2011 годах доцент кафедры биоэкологии и географии Чувашского государственного педагогического университета им. И. Я. Яковлева; родился в деревне;
- Михайлов, Павел — участник Русско-турецкой войны (1877—1878), фельдфебель, награждён Знаком отличия ордена Святого Георгия (Георгиевский крест) за отвагу при штурме Трояновского перевала 26 декабря 1877; жил в деревне;
- Павлов, Сергей Вадимович — артист Чувашского государственного академического театра им. К. В. Иванова; родился в деревне;
- Петров, Владимир Вячеславович (род. 1979) — российский спортсмен, бронзовый призёр IV Чемпионата мира по зимнему полиатлону (Санкт-Петербург, 1996); родился в деревне;
- Фёдоров Роман — участник обороны Севастополя в Крымской войне 1853—1856; награждён Светло-бронзовой медалью «В память Восточной (Крымской) войны 1853—1856 гг.» на ленте ордена Святого Георгия; родился в Тойси-Паразуси.

## Комментарии
1. ↑  В настоящее время — село Тойси Цивильского района Чувашии
2. ↑  В переводе на русский — «поляна, открытая Парасом»
3. ↑  В переводе с чувашского языка: „Хозяин, дать ключ?“
4. ↑  Эти земли были переданы русским царем Иваном Грозным своему сподвижнику мурзе Камаю, участнику взятия Казани в 1552 году
5. ↑  На этом месте образуется населённый пункт Молния.
6. ↑  До 28 сентября 1950 года, когда посёлок Молния был передан в подчинение Большеабакасинского сельского совета
7. ↑  Реабилитирован 16 октября 1989 г. Прокуратурой Чувашской АССР («Подпадает под действие ст. 1 Указа Президиума Верховного Совета СССР от 16.01.1989 г. „О дополнительных мерах по восстановлению справедливости в отношении жертв репрессий, имевших место в период 30-40-х и начале 50-х годов“»)
8. ↑  Реабилитирован 9 ноября 1989 г. Прокуратурой Чувашской АССР («Подпадает под действие ст. 1 Указа Президиума Верховного Совета СССР от 16.01.1989 г. „О дополнительных мерах по восстановлению справедливости в отношении жертв репрессий, имевших место в период 30-40-х и начале 50-х годов“»)
9. ↑  Реабилитирован 29 июня 1943 г. Следственным отделом НКГБ ЧАССР («Арестованного Маргинова К. С. из под стражи немедленно освободить. Дело по обвинению Маргинова сдать на хранение в архив 1-го Спецотдела НКВД ЧАССР.»)
10. ↑  Полное название Муниципальное казённое образовательное учреждение для детей дошкольного и младшего школьного возраста «Тойсипазусинская начальная школа — детский сад»
11. ↑  С 2009 года параллельно с колхозом на территории Климовского сельского поселения существует одноимённое общество с ограниченной ответственностью, ранее имевшее название Общество с ограниченной ответственностью «Благополучие», и имевшее место регистрации г. Новочебоксарск
12. ↑  Полное название Муниципальное казённое образовательное учреждение для детей дошкольного и младшего школьного возраста «Тойсипазусинская начальная школа — детский сад»